# Sankandi
Sankandi är en ort i Gambia. Den ligger i regionen Lower River, i den sydvästra delen av landet, 80 km öster om huvudstaden Banjul. Antalet invånare var 590 vid folkräkningen 2013.